# Баптистерий на православните
Баптистерият на православните (на италиански: Battistero degli Ortodossi), известен и като Баптистерий на Неон (на италиански: Battistero Neoniano), е архитектурен паметник на раннохристиянското изкуство в гр. Равена, Италия.
През 1996 г. баптистерият заедно с други раннохристиянски паметници в Равена е включен в Списъка на световното културно и природно наследство на ЮНЕСКО.

## История
Баптистерият е построен върху основите на римски терми в края на ІV – началото на V век и е наречен „Баптистерий на православните“, за да бъде отличен от построения от остготския крал Теодорих Велики „Баптистерий на арианите“.
Второто си название „Баптистерий на Неон“ получава в чест на равенския епископ Неон, който го украсява с мозайки през втората половина на V век.
Баптистерият е преустроен през ХІ век. Подът на сградата е повдигнат с около 3 метра спрямо първоначалното си ниво.

## Архитектура
Батистерият представлява осмоъгълна постройка с апсиди и купол. Стените са изградени от дебели червени тухли.

## Интериор и мозайки
В центъра на баптистерия е разположен осемстенен купел от гръцки мрамор и порфир. Макар и значително променен през XVI век, е запазил множество оригинални детайли, сред тях и амвон, изсечен от цяло парче мрамор.
В баптистерия се съхраняват престол от VI век, както и сваленият през 1963 г. от покрива на сградата старинен бронзов кръст.
Вътрешността на баптистерия е богато украсена с мозайки. Те включват три цикъла: над арките на първото ниво на строителството (растителен орнамент на син фон и фигури на пророците), между арките и второто ниво (престоли, епископски седалища и подкуполната мозайка. Общата композиция е свързана с тематиката за Небесния Йерусалим.
Подкуполната мозайка изобразява сцената „Кръщението на Исус Христос“. В центъра на мозайката е разположен медальон със самото кръщение, включващо образите на Исус Христос, Йоан Кръстител, както и персонифициран образ на Река Йордан в образа на, държащ кърпа.
Около медальона са разположени фигурите на дванадесетте апостоли. Те са изпълнени в цял ръст, с бели и златни дрехи, с корони в ръце.

## Галерия
- Подкуполната мозайка